# António Egas Moniz
António Egas Moniz, celým jménem António Caetano de Abreu Freire Egas Moniz (29. listopadu 1874 Avanca, Portugalsko – 13. prosince 1955 Lisabon) byl portugalský neurolog a neurochirurg, průkopník cerebrální angiografie. Jako první lékař na světě provedl lobotomii, a je tak považován za jednoho ze zakladatelů psychochirurgie. V roce 1949 získal jako první Portugalec Nobelovu cenu za fyziologii a lékařství (spolu se švýcarským fyziologem W. R. Hessem).

## Život
Roku 1902 se Egas Moniz stal profesorem na katedře neurologie, ale o rok později vstoupil do politického života. Byl jmenován portugalským velvyslancem v Madridu a později také ministrem zahraničních věcí. Roku 1920 se vrátil zpět k medicíně.
Roku 1927 vyvinul mozkovou angiografii, která umožňovala vizualizaci cév v mozku. Dvakrát proto byl nominován na Nobelovu cenu, kterou nakonec získal roku 1949 za objev lobotomie. Český psychiatr Radkin Honzák je přesvědčen, že udělit tuto cenu Monizovi „za vynález lobotomie, při které se lidi mlátí kladivem do hlavy a jsou z nich idioti“, bylo „největší prasárnou Nobelovy komise“.
První lobotomickou operaci – kterou označili jako „prefrontální leukotomii“ – provedl Egas Moniz s neurochirurgem Pedrem Almeidem Limou (1903–1985) v listopadu 1935. Při operaci byly pacientům vyvrtány do lebky dva otvory o průměru 1,5 až 2 cm, kterými se zavedly injekce s lihem do prefrontální kůry. Dlouhými noži poté operatér pohyboval nahoru a dolů, čímž byla zničena velká část nervových drah v bílé i šedé hmotě mozkové.
V roce 1948 bylo provedeno již asi 20 tisíc obdobných zákroků, zejména pacientům trpícím schizofrenií nebo depresí. Současně však vycházely stále více najevo problematické stránky lobotomií. Na prvním místě to byla vysoká úmrtnost, dále se jednalo o vznik rozsáhlých hematomů v čelních lalocích, u některých pacientů se rozvinula epilepsie. Pokud jde o psychické důsledky, pacienti sice vykazovali nižší napětí nebo neklid, zároveň ale apatii, pasivitu, neschopnost soustředit se a emocionální plochost. Spolu s rozvojem psychofarmak v 50. letech tak využívání lobotomie rychle klesalo.
Roku 1939 byl Moniz postřelen pacientem; poté již zůstal upoután na vozík. Zemřel o 16 let později ve věku 81 let.

## Vyznamenání
- velkokříž Řádu za zásluhy – Portugalsko, 5. října 1928[4]
- velkokříž Řádu svatého Jakuba od meče – Portugalsko, 3. března 1945[4]
- Nobelova cena za fyziologii a lékařství – 1949[5]